# Lituania en los Juegos Paralímpicos de Río de Janeiro 2016
Lituania estuvo representada en los Juegos Paralímpicos de Río de Janeiro 2016 por trece deportistas, doce hombres y una mujer.

## Medallistas
El equipo paralímpico lituano obtuvo las siguientes medallas:
| Nombre | Deporte   | Evento              |
| --- | --------- | ------------------- |
| Oro |           |                     |
| Mindaugas Bilius                                                                                               | Atletismo | Peso F37 masculino  |
| Mantas Brazauskis Nerijus Montvydas Mantas Panovas Genrik Pavliukianec Mindaugas Suchovejus Justas Pažarauskas | Golbol    | Torneo masculino    |
| Plata |           |                     |
| Mindaugas Bilius                                                                                               | Atletismo | Disco F37 masculino |
| Bronce |           |                     |
| — |           |                     |